# 諭鶴羽ダム
諭鶴羽ダム（ゆづるはダム）は、兵庫県南あわじ市神代浦壁にある、一級河川・三原川水系の幹川である諭鶴羽川に建設されたダムである。

## 概要
兵庫県が管理する洪水調節その他を目的としたダム。型式は重力式コンクリートダム。このダム湖は1988年（昭和63年）に諭鶴羽湖と命名された。
三原川流域は古くから農業用のため池が数多く作られてきたことからも分かるように、渇水に悩まされてきており、また河口の感潮区間が4.5kmにも亘るため幾度も洪水被害を受けてきた。
このため、1965年（昭和40年）9月の、洲本川流域にも洪水を引き起こした台風23・24号による三原川下流部の洪水被害を機に、抜本的な治水対策として水系で最初にこの諭鶴羽ダムが作られた。
その後、1979年（昭和54年）9月の台風16号による洪水被害を機に、残りの4か所のダムも相次いで完成した。
なお、このダムの利用目的に不特定とあるのは、渇水時の灌漑用水への補給等を指している。
ダム湖の諭鶴羽湖一帯は「諭鶴羽ダム公園」として整備されており、周囲には約800本のソメイヨシノが植えられている。

## 周辺
- 南あわじ市サイクリングターミナル・ゆずるは荘 - ダム直下の右岸にあるテニスコート、体育館、レンタサイクル、研修室などを持つ宿泊施設。
- 諭鶴羽古道 - 諭鶴羽山の山頂南側にある諭鶴羽神社への裏参道で、諭鶴羽山への北側からの登山路でもある。約3.2km。

## アクセス
- 兵庫県道535号灘市線